# Пахса
Пахса (туркм. pahsa) — битая (прессованная) глина, используемая для построек в Средней Азии.
Пахса представляет собой прочный и долговечный материал, применяется как для стен, так и для цоколя.
Пахса укладывается слоями высотой около метра, сами такие слои тоже иногда называются «пахса». Во избежание появления беспорядочных трещин при усушке, пахса нарезается на блоки в процессе укладки, при этом нарезка может быть как вертикальной, так и наклонной (сами плоские блоки-кирпичи также называются пахсой). Иногда слои пахсы чередуются с рядами кирпича-сырца.

## История
Пахса чаще применялась в монументальном строительстве в V—VIII веках. Тогда она употребляется, как правило, для сооружения монолитных платформ — стилобатов, на которых воздвигаются цитадели и замки — кёшки, в строительстве городских и усадебных укреплений, при возведении наружных и даже внутренних стен. Пахса употреблялась в дело либо сплошными, обычно толстыми (высотой до 1 метра) слоями, либо отдельными блоками-массивами с чёткими, расположенными в перевязку вертикальными или наклонными швами.